# Pseudotrochalus validipes
Pseudotrochalus validipes är en skalbaggsart som beskrevs av Moser 1924. Pseudotrochalus validipes ingår i släktet Pseudotrochalus och familjen Melolonthidae. Inga underarter finns listade i Catalogue of Life.